# اسکرین رنت
اسکرین رنت یک وب سایت سرگرمی است که اخباری در زمینه های تلویزیون، فیلم، بازی‌های ویدیویی و تئوری های فیلم ارائه می‌دهد.

## تاریخ
اسکرین رنت توسط ویک هولترمان در سال ۲۰۰۳ راه اندازی شد، و در ابتدا دفتر اصلی خود را در اودن، یوتا داشت.   اسکرین رنت پوشش خود را با رویدادهای فرش قرمز در لس آنجلس، جشنواره فیلم نیویورک و پانل های کامیک-کان سن دیگو گسترش داده است. کانال یوتیوب مرتبط در ۱۹ اوت ۲۰۰۸  ایجاد شد و تا ۲۱ ژوئن ۲۰۲۳ دارای ۸٫۶۲ میلیون مشترک و ۵٫۴ هزار ویدیو است 
در فوریه ۲۰۱۵، اسکرین رنت توسط موسسه والنت، یک شرکت رسانه آنلاین مستقر در مونترال، کبک خریداری شد.

## جلسات میدانی
این کانال قبلاً میزبان یک مجموعه ویدیویی به نام پیچ میتینگز توسط رایان جورج بود که تا سپتامبر ۲۰۲۰ بیش از ۲۰۰ ویدیو تولید کرد که ۲۵۰ میلیون بازدید داشت.